# 承曆
承曆（1077年12月5日~1081年3月22日）是日本的年號之一。使用這個年號的天皇是白河天皇。

## 改元
- 承保四年十一月十七日（1077年12月5日） 改元承曆。
- 承曆五年二月十日（1081年3月22日） 改元永保。

## 出處
《維城典訓》

## 紀年、西曆、干支對照表
| 承历 | 元年   | 二年   | 三年   | 四年   | 五年   |
| 公元 | 1077年 | 1078年 | 1079年 | 1080年 | 1081年 |
| 干支 | 丁巳   | 戊午   | 己未   | 庚申   | 辛酉   |